# Файлак ар-Рахман
«Файлак ар-Рахман» (англ. Feilaq al-Rahman, араб. فيلق الرحمن‎ — «Легион (Корпус) ар-Рахман», «Легион (Корпус) Милостивого») — сирийская вооружённая исламистская группировка, связанная с Сирийской свободной армией. Относится к так называемой «умеренной» оппозиции.
Возникла в ноябре 2013 года путём объединения нескольких антиправительственных формирований (наиболее крупные — бригады Лива аль-Бара и Лива Абу Муса аль-Ашари). До марта 2018 года действовала в основном в Восточной Гуте, на восточной окраине Дамаска (район Джобар), в Восточном Каламуне. Группировку возглавлял Абдул ан-Наср Шамир, дезертировавший из сирийской армии в начале 2012 года.
Группировка декларирует своей целью свержение режима Башара Асада, по своей идеологии близка запрещённым в Сирии «Братьям-мусульманам». Поддерживается Катаром и США.

## История
В 2014 году «Файлак ар-Рахман» совместно с группировками «Джейш аль-Ислам» и «Ахрар аш-Шам» вошла в Объединённое военное командование Восточной Гуты, однако гибель в конце 2015 года лидера «Джейш аль-Ислам» Захрана Аллуша привела к обострению соперничества между «Файлак ар-Рахман» и «Джейш аль-Ислам», перешедшего в апреле-мае 2016 года в ожесточённые вооружённые столкновения.
В феврале 2016 года к группировке «Файлак ар-Рахман» присоединились боевики Исламского союза Аджнад аш-Шам, базировавшиеся в Восточной Гуте, что привело к усилению позиций «Файлак ар-Рахман».
24 мая 2016 года руководители «Файлак ар-Рахман» и «Джейш аль-Ислам» при посредничестве Катара подписали соглашение о прекращении боевых действий, однако уже 14 июня столкновения возобновились, причём «Файлак ар-Рахман» отбил у соперников ряд районов на юге Восточной Гуты.
В феврале 2017 года глава политсовета «Файлак ар-Рахман» Мутасим Шамир принял участие в мирных переговорах в Женеве.
В феврале — мае 2017 года отряды «Файлак ар-Рахман» отразили попытки наступления правительственных войск на удерживаемые ими территории в районе Джобар.
В апреле — мае 2017 года новые кровопролитные столкновения вспыхнули между «Джейш аль-Ислам» и «Файлак ар-Рахман», которую на этот раз поддержали боевики «Тахрир аш-Шам» — нового альянса, сформировавшегося на базе «Фронта ан-Нусра». В ходе боёв было убито в общей сложности до 100 боевиков.
В июне 2017 года правительственные войска предприняли очередную попытку наступления на позиции «Файлак ар-Рахман» в Джобаре. Бои продолжались до середины августа. По утверждению правительственных источников, за первый месяц боёв боевики потеряли 400 человек.
Тем временем у «Файлак ар-Рахман» испортились отношения с бывшими союзниками — «Тахрир аш-Шам» и «Ахрар аш-Шам». 6 августа 120 боевиков «Ахрар аш-Шам», базировавшихся в Арбиле, из-за внутренних разборок перешли на сторону «Файлак ар-Рахман». Сообщалось, что в этом конфликте «Тахрир аш-Шам» занял сторону «Ахрар аш-Шам». 9 августа соперники подписали соглашение о прекращении огня.
В августе 2017 года представители «Файлак ар-Рахман» в Женеве подписали соглашение с Россией об участии в зоне деэскалации в Восточной Гуте, договорённость о создании которой была достигнута при посредничестве России, Турции и Ирана. Тем не менее, уже в сентябре стали поступать сообщения о столкновениях в Джобаре между группировкой и правительственными силами.
В ноябре 2017 — январе 2018 годов «Файлак ар-Рахман» во взаимодействии с «Ахрар аш-Шам» предприняла попытку установить контроль над стратегическим объектом — транспортной базой (складом бронетехники) в Харасте, отрезав её от подконтрольных сирийской армии территорий на западе.
Правительственные силы смогли восстановить контроль над базой и деблокировать её, однако бои за соседние кварталы продолжились. В ходе ожесточённых боёв с применением танков и артиллерии обе стороны понесли существенные потери.
25 февраля части сирийских правительственных войск начали масштабную наземную операцию по ликвидации оппозиционного анклава. В середине марта, после того как правительственные силы разрезали Восточную Гуту на три части («Файлак ар-Рахман» контролировала южный анклав — Хамурия), боевики группировки отошли в Айн Тарма. 23 марта группировка «Файлак ар-Рахман» договорилась с представителями российского Центра по примирению враждующих сторон в Сирии сдать позиции и эвакуироваться вместе с семьями из населённых пунктов Замалка и Арбил и столичных районов Айн Тарма и Джобар в зону деэскалации Идлиб, на территории, контролируемые вооружённой оппозицией. Колонна автобусов, в которой находились более 5400 боевиков и членов их семей покинула Восточную Гуту 25 марта и на следующий день прибыла на северо-запад Сирии.